# Louis Jacobi

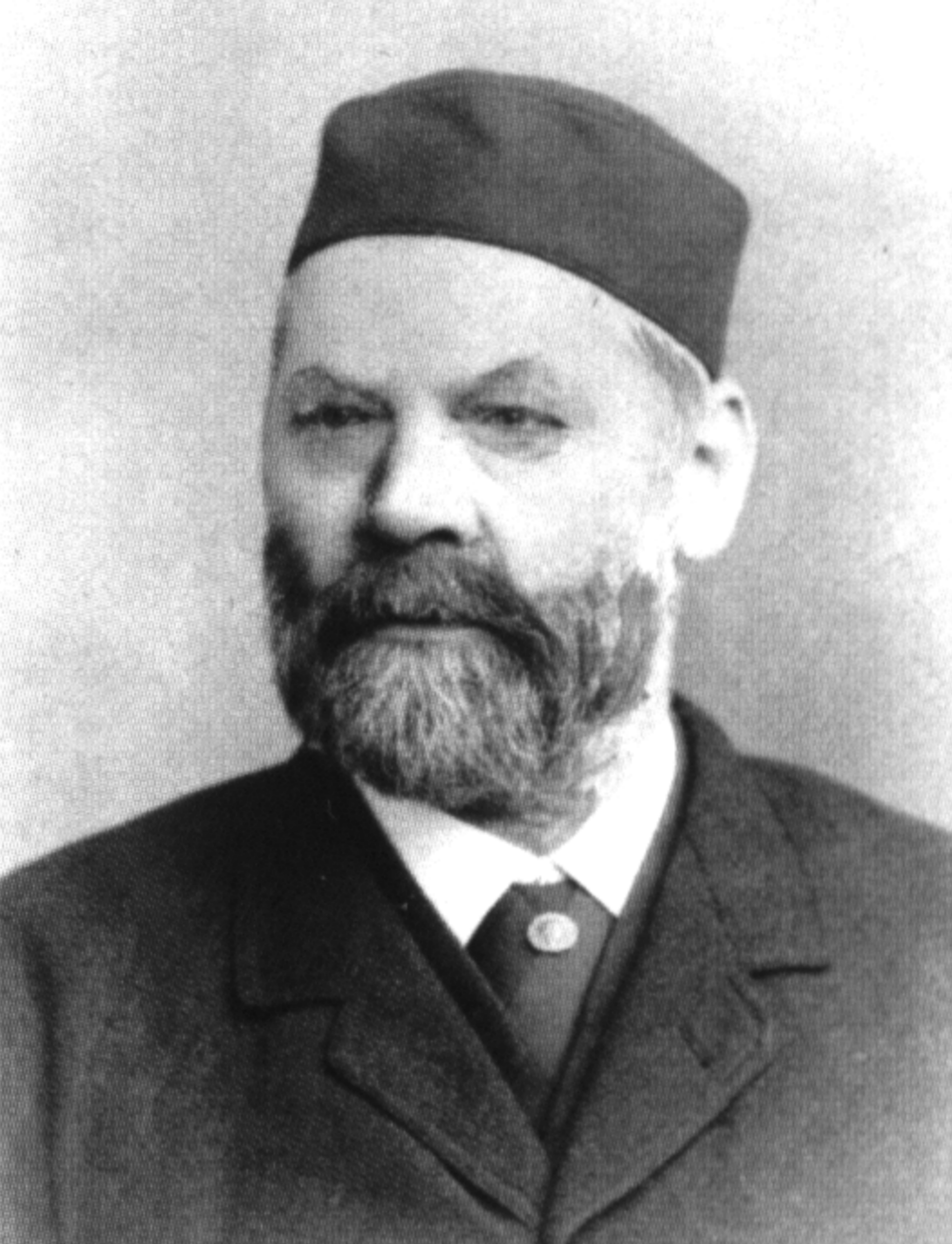
Louis Jacobi

Louis Jacobi und Wilhelm II. im Innenhof der Principia der Saalburg (um 1900)

Louis Jacobi (* 21. April 1836 in Homburg vor der Höhe; † 24. September 1910 ebenda) war ein deutscher Architekt. Sein Name ist vor allem mit dem Wiederaufbau des römischen Kastells Saalburg verbunden.

## Leben
Jacobi, Sohn des hessen-homburgischen Haushofmeisters Heinrich Jacobi (1797–1854) und dessen Ehefrau Susanna, geborene Kessel (1812–1885), zog als 15-Jähriger in die Vereinigten Staaten und betrieb dort seine Ausbildung weitgehend in Eigeninitiative, indem er sich in technischen Berufen umsah. 1856 kehrte er nach Deutschland zurück und studierte am Polytechnikum Karlsruhe, bevor er sich 1861 als selbstständiger Architekt in seiner Heimatstadt niederließ.
Er war auch politisch aktiv; von 1886 bis 1910 gehörte er dem Kreistag des Obertaunuskreises an, von 1886 bis 1902 war er Mitglied des Kreisausschusses. Er war außerdem Mitbegründer der Handwerkerschule und von 1864 bis 1891 Mitglied der Freiwilligen Feuerwehr Bad Homburg, dessen Ehrenbranddirektor sowie Mitglied des Kirchenvorstands der evangelisch-lutherischen Gemeinde, Mitglied einer Frankfurter Freimaurerloge, ab 1868 Schöffe und Geschworener und Mitbegründer des Geschichtsvereins. Sein besonderes Interesse galt der römischen Baukunst. Auf ihn geht die Idee zum Wiederaufbau des Kastells Saalburg zurück.
Jacobi wurde mit dem Ehrentitel Geheimer Baurat ausgezeichnet, zu seinem 70. Geburtstag 1906 mit der Ehrenbürgerwürde Homburgs und 1907 mit dem Titel Professor.
Er ist auf dem Evangelischen Friedhof Bad Homburg vor der Höhe beerdigt. Eine Büste von Louis Jacobi steht im Saalburgmuseum. Seine Handschriften werden im Stadtarchiv Bad Homburg verwahrt.
Sein Sohn Heinrich Jacobi setzte sein Schaffen als Architekt und provinzialrömischer Archäologe fort.

## Architekturwerke

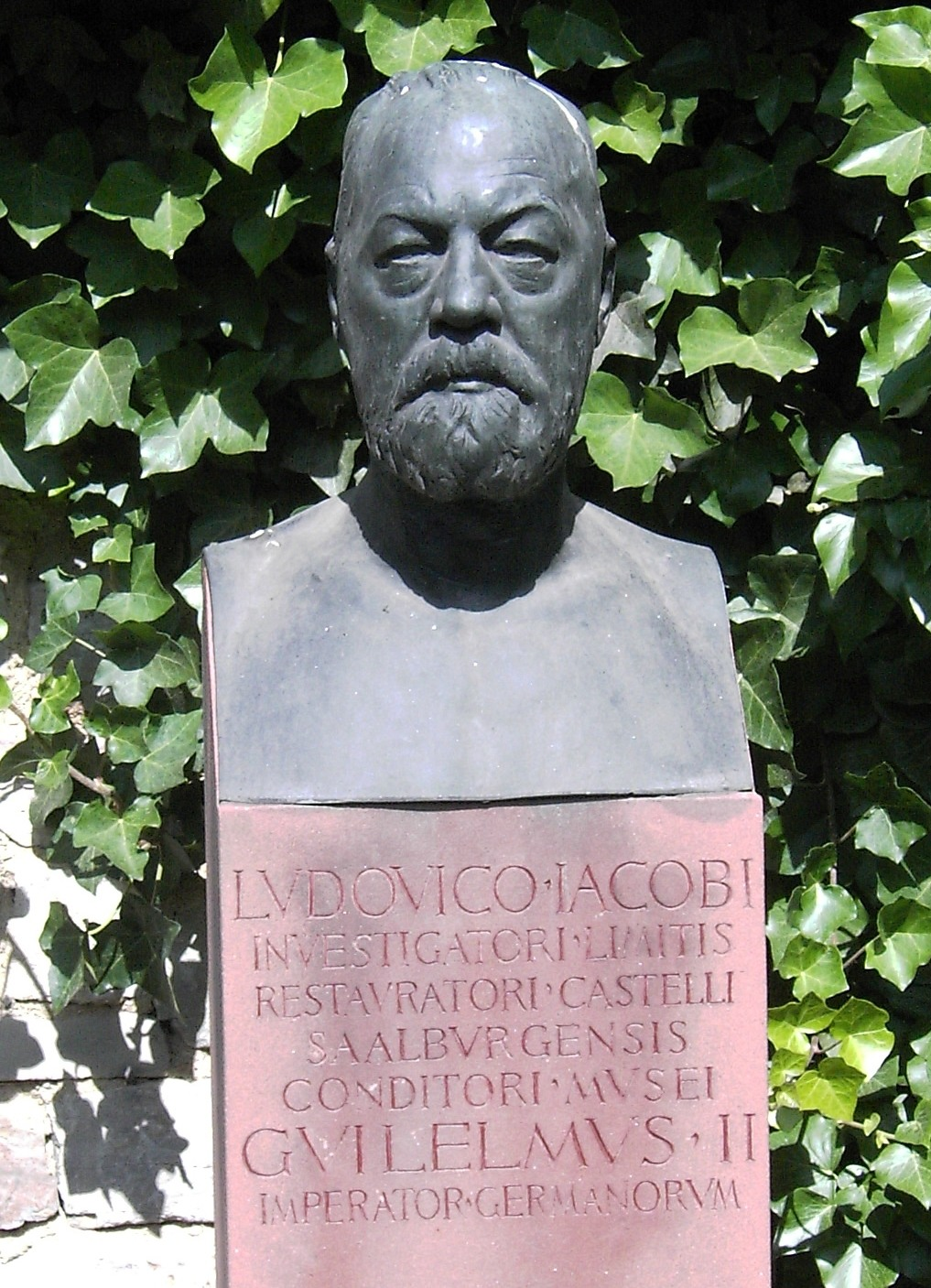
Büste Louis Jacobis

Louis Jacobi schuf mehrere öffentliche und sakrale Bauwerke sowie viele Privatbauten in Bad Homburg und prägte das Stadtbild, sodass es übertreibend im Zentralblatt der Bauverwaltung (vom 22. Oktober 1910) heißt, „dass es in Homburg kaum ein Haus geben dürfte, das er nicht gebaut oder wenigstens umgebaut hat“. Die wichtigsten Bauten, soweit möglich, hier in chronologischer Folge; alle in Bad Homburg, wenn nicht anders angegeben.
- Jacobihaus Dorotheenstraße 12
Das Geburts- und Wohnhaus des Baumeisters war ein typisches Hugenottenhaus, erbaut 1719 und von Jacobi mit einer weitgehend einmaligen und heute denkmalgeschützten Fassadenornamentik versehen.
- 1861–65: Umbau des Kurhauses
Louis Jacobi übernahm hier die Bauleitung und arbeitete nach den Plänen des belgischen Architekten Jean-Pierre Cluysenaar.
- 1869–71: Landgrafendenkmal im Englischen Garten
- 1870: Lazarettbaracke als Holzbau auf gemauerten Ziegelpfeilern.
- 1870–71: Fassung des Elisabethenbrunnens. Der Brunnen wurde später umgestaltet.
- 1874: „80er Denkmal“ in Wiesbaden, mit Germania-Standbild des Wiesbadener Bildhauers Schieß
- 1876–77: Evangelische Kirche Gonzenheim
Das neu erbaute Kirchenschiff im Bad Homburger Stadtteil Gonzenheim wurde am 23. Dezember 1877 eingeweiht, nachdem der baufällige Kirchturm bereits 30 Jahre vorher ersetzt worden war.
- 1877: jüdisches Gemeindehaus
- 1878: hölzerner Herzbergturm, Vorläufer des später errichteten Herzbergturms
- 1879: Friedhofskapelle, katholischer Friedhof am Gluckensteinweg
- 1883: Hölderlin-Denkmal
- 1883: Leichenhaus/Trauerhalle auf dem jüdischen Friedhof am Gluckensteinweg im orientalischen Stil. Das Gebäude wurde im Jahre 2010 saniert.[2]
- 1883–1910: Ritters Park-Hotel

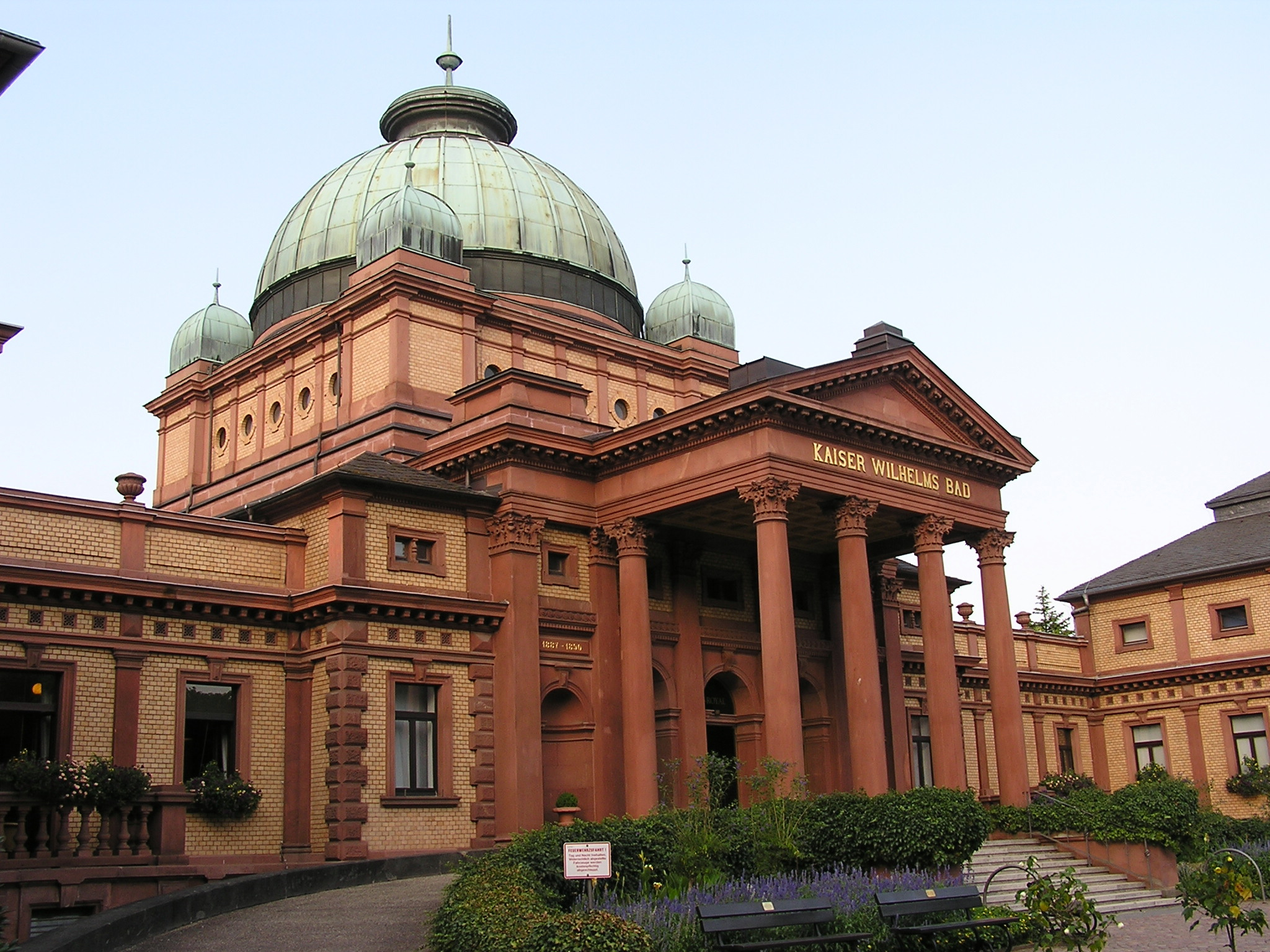
Das „Kaiser Wilhelms Bad“

- 1887–90: Kaiser-Wilhelms-Bad Bad Homburg
Am 22. März 1887, dem 90. Geburtstag Kaiser Wilhelm I., wurde der Grundstein für das „Kaiser Wilhelms Bad“ gelegt, einer wichtigen Einrichtung der heutigen Kurstadt Bad Homburg, welche am 14. August 1890 eingeweiht werden konnte. Damit wurde eine wirtschaftlich erfolgreiche Tourismusentwicklung der heute wohlhabenden Badestadt eröffnet.
- 1892: Villa Hammelmann
- 1892–1901: Umbau der Burg Kronberg

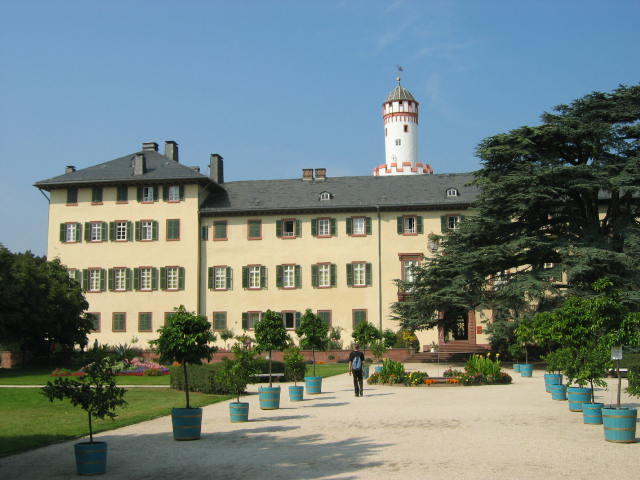
Landgrafenschloss mit Park und dem Schlossturm

- 1892–1910: Umbau des Landgrafenschlosses
Das hessen-homburgische Landgrafenhaus war schwer verschuldet und sein Schloss in wenig gutem baulichem Zustand, als es 1866 an Preußen fiel. In der Folgezeit wurde es als Sommerresidenz des Kaisers genutzt und unter der Leitung von Louis Jacobi laufend ausgebaut, wenngleich nicht alle Planungen umgesetzt werden konnten.

- 1896: Denkmal für Johann Christian Rind

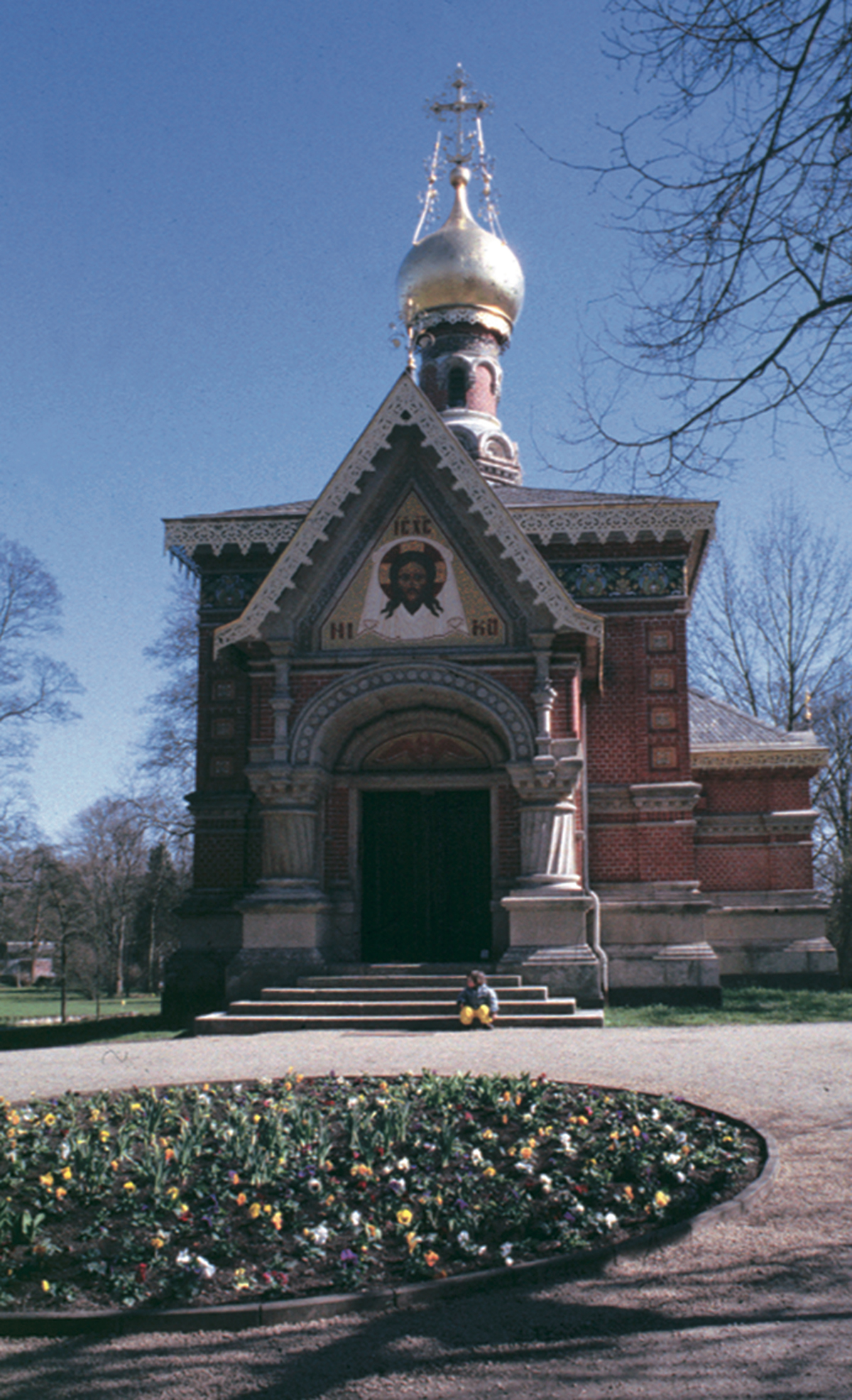
Russische Kapelle im Kurpark Bad Homburg

- 1896–99: Russische Kapelle
Die russische Kapelle war ein Geschenk des russischen Zaren Nikolaus II und seiner Gemahlin Alexandra. Sie kam als eine Art Bausatz und Louis Jacobi übernahm die Bauleitung, die Kapelle wurde nach den vorgegebenen Plänen errichtet. Die vorgesehenen Wandmalereien konnten jedoch erst Jahrzehnte später ausgeführt werden.
- 1901: romanische Halle, Anbau am Bad Homburger Schloss
- 1901–04: Engelapotheke, Umbau des Fachwerkbaus aus dem Jahr 1684.
- 1903: Clubhaus des Croquet Clubs
Louis Jacobis Pläne wurden angenommen und auch vom Kaiser abgezeichnet, jedoch wegen Einsprüchen nicht umgesetzt.
- 1903–08: Erlöserkirche
Louis Jacobi hatte zeitweise die Bauleitung.
- 1905: Umbau der Jacobus-Kirche (ehem. franz.-ref. Kirche) zur Turnhalle der Homburger Turngemeinde 1846 e. V.
- 1907: Marktlauben
- 1908: Wandelhalle
- 1908: Brunnenversandgebäude
- 1909–11: russisches Pfarrhaus
- 1910–11: Herzbergturm
Im Juni 1911, nach seinem Tod, wurde nach den Plänen Louis Jacobis und seines Mitarbeiters H. Foeller der Herzbergturm fertiggestellt. Die 1903 vorgelegten Pläne waren erst im April 1910 vom Kaiser Wilhelm II. genehmigt worden. Es war ein Aussichtsturm auf dem „Hausberg“ Homburgs neben einem unter Bad Homburgern sehr beliebten Ausflugslokales unweit der Saalburg, nach dem Vorbild eines – im Original viel kleineren – römischen Wachturmes angelegt. Er war Ersatz für einen Holzturm an gleicher Stelle. Längere Zeit war der Turm wegen Baufälligkeit nicht begehbar, die Bürger und die Stadt hatten aber reichlich gespendet, sodass das denkmalgeschützte Bauwerk seit Dezember 2008 gegen 50 Cent Eintritt wieder für jeden zugänglich ist.

## Archäologische Leistungen
Im Rahmen der Reichs-Limeskommission war Louis Jacobi Streckenkommissar für den Limesabschnitt im Taunus.
Er beteiligte sich auch an mehreren Ausgrabungen im Taunus wie auch in Italien (1889 in Pompeji). Einige Ausgrabungen, so eine römische Wasserpumpanlage im Bereich von Friedrichsdorf, wurden wieder durch Erde gesichert und bis heute archäologisch nicht wieder untersucht.

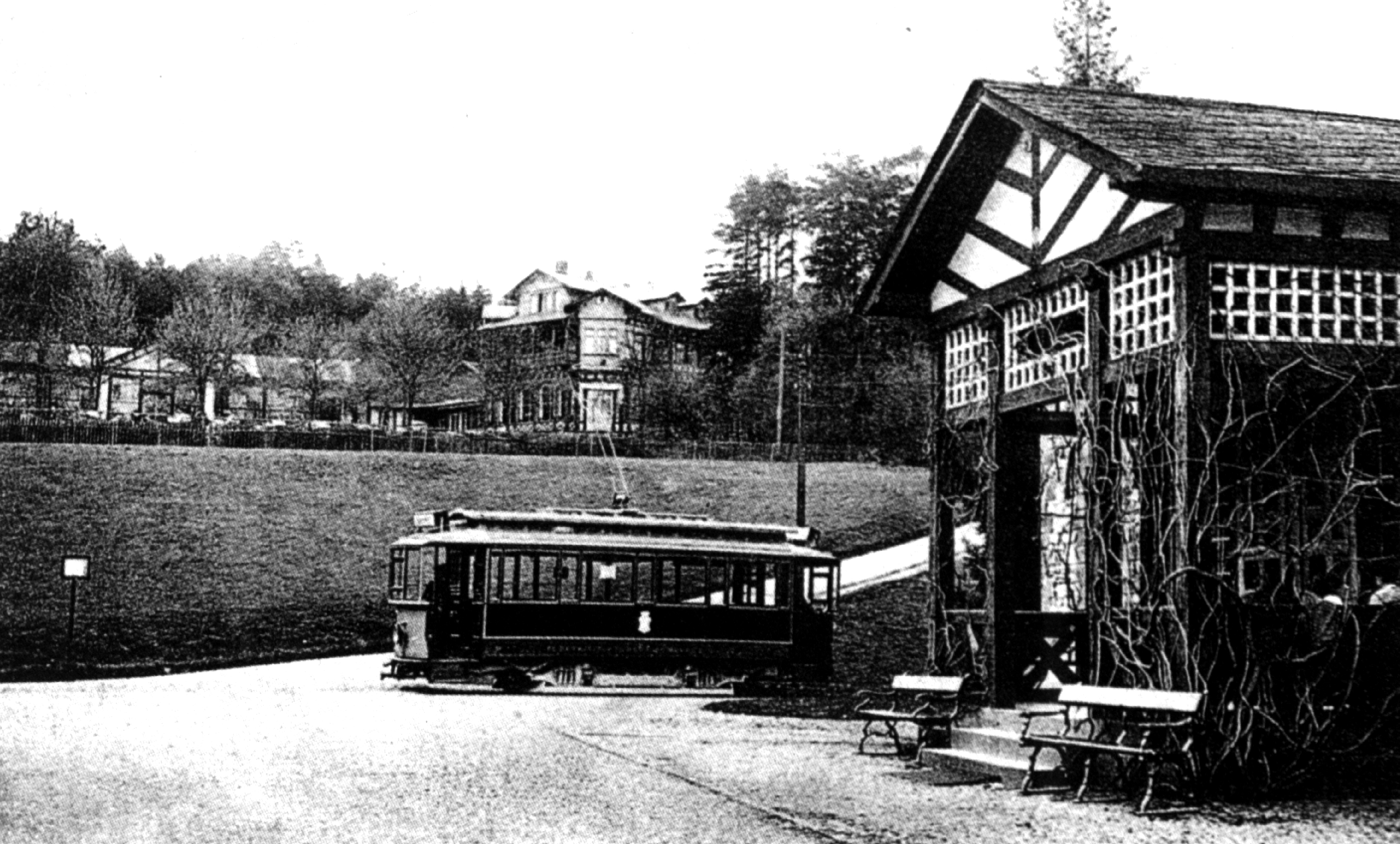
Die Saalburgbahn um 1900

Sein für die Nachwelt bedeutsamstes Bauwerk war die Rekonstruktion des römischen Limeskastells Saalburg auf seinen römischen Grundmauern. 1853 begannen Ausgrabungsarbeiten, 1870 wurden die Arbeiten durch die Gründung eines Saalburgmuseums unterstützt. Ab 1894 wurden die archäologischen Ausgrabungen des Kastells auf dem Taunuspass unter Louis Jacobi betrieben, parallel zur Erforschung des Limes durch andere Wissenschaftler und Laien (Reichs-Limeskommission). Der weltweit einzige Wiederaufbau eines Römerkastells erfolgte 1897 bis 1907 im Auftrag Kaiser Wilhelms II. unter Louis Jacobi. Die Einweihung der Saalburg durch den Kaiser wurde einer der glanzvollsten Tage in der Geschichte Bad Homburgs. Es ist heute Zentrum des als UNESCO-Weltkulturerbe anerkannten Obergermanisch-Rätischen Limes.
Jacobis Sohn Heinrich Jacobi war zweiter Direktor des Saalburgmuseums und leitete es über mehrere Jahrzehnte.
Zur Saalburg gehörte auch ein Trambahnwartehäuschen im römischen Stil, welches bis 1937 in Trambahn-Diensten stand, aber seit Stilllegung der Tram der Bienenzucht dient.

## Schriften
- Johann Christian Rind, der Stifter des Bürger-Hospitals in Homburg v. d. Höhe : Mittheilungen über sein Leben, [Wirken und Vermächtnis]. In Mittheilungen des Vereins für Geschichte und Alterthumkunde zu Homburg v. d. Höhe. 2, Homburg 1882.
- mit Friedrich von Duhn: Der griechische Tempel in Pompeji : nebst einem Anhang über Schornsteinanlagen und eine Badeeinrichtung im Frauenbad der Stabianer Thermen in Pompeji. Heidelberg 1890.
- Über Mißbräuche bei Hochzeiten, Taufen, Leichenbegängnissen etc. in Homburg im 17. und 18. Jahrhundert. In: Mittheilungen des Vereins für Geschichte und Alterthumkunde zu Homburg v. d. Höhe. 4, 1891, S. 11–20.
- Das heilige Grab auf dem reformirten Friedhofe zu Homburg v. d. Höhe (früher in Gelnhausen). In: Mittheilungen des Vereins für Geschichte und Alterthumkunde zu Homburg v. d. Höhe. 4, 1891, S. 21–35.
- Das Römerkastell Saalburg bei Homburg vor der Höhe. Homburg vor der Höhe 1897.
- Das Kastell Alteburg-Heftrich. In: Der obergermanisch-raetische Limes des Roemerreiches. Abt. B, 9, Band 2,1, Heidelberg 1904.
- Das Kastell Feldberg. In: Der obergermanisch-raetische Limes des Roemerreiches. Abt. B, 10, Band 2,1, Heidelberg 1905.
- Das Kastell Kapersburg. In: Der obergermanisch-raetische Limes des Roemerreiches. Abt. B, 12, Band 2,2, Heidelberg 1905.